# Nicolae Milinceanu
Nicolae Milinceanu (n. 1 august 1992, Chișinău, Republica Moldova) este un fotbalist moldovean, care evoluează pe postul de atacant la clubul FC Zimbru Chișinău.
Nicolae Milinceanu a început cariera de fotbalist la clubul A.S. Monaco, unde s-a integrat Centrului de formație din 2007 până în 2011.
Din septembrie până în decembrie 2014, Nicolae Milinceanu a evoluat la clubul Rapid București.
În 2015 Nicolae Milinceanu a jucat la clubul Petrolul Ploiești.
În anul 2015 a debutat la echipa națională de fotbal a Moldovei într-un meci amical contra naționalei din Luxemburg.

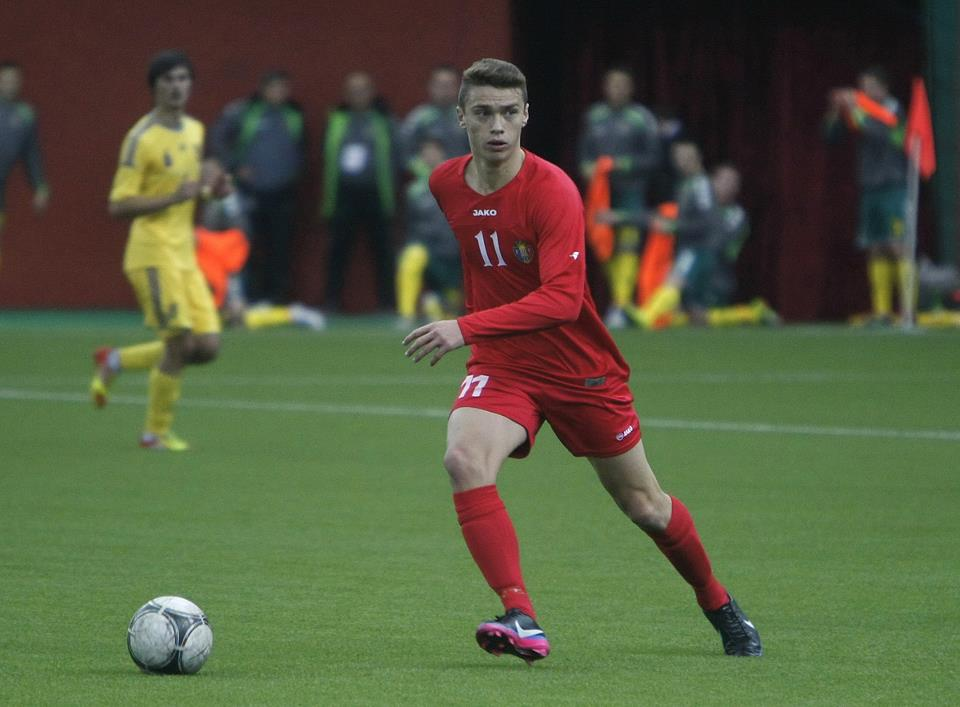

## Palmares
FC Veris
- Divizia Națională

Locul 3 (1): 2013-2014
- Divizia "A" (1): 2012-2013
- Cupa Moldovei

Finalist: 2012/2013
Monaco
- Campionatul Franței U-17[1]

## Legături externe
- Nicolae Milinceanu Arhivat în 19 aprilie 2014, la Wayback Machine. la soccerway
- Nicolae Milinceanu la transfermarkt